# Estela Ruiz Milán
Estela Ruiz Milán es una psicoanalista mexicana que nació en Mérida, Yucatán el 7 de octubre de 1933. Es maestra en Literatura Española y doctora en Psicología por la UNAM. Con un grupo de colegas, fundó en 1972 la Sociedad de Psicoanálisis y Psicoterapia de la Ciudad de México. Continúa con actividades profesionales hasta la fecha, tanto en terapia privada como dando conferencias y concediendo entrevistas. 

## Biografía
Nació y vivió hasta los 10 años en una casa ubicada en la calle de Colón 501, en  Mérida. Estudió piano con el músico José Rubio Milán, quien era su tío y había estudiado Alemania y Portugal donde tuvo como maestro a un discípulo de Franz Liszt. Ruiz Milán recuerda: “Tomé clases de piano desde los 6 años. Mi vida consistía en ir a clases de piano y leer, pasaba mucho tiempo leyendo cuentos, me gustaba la literatura desde entonces, bueno, eso me llevó a la literatura.”  Además, iba con tanta frecuencia al cine con su mamá que lo considera parte fundamental de su educación.
Su padre, Juan Ruiz Orejas, nació en España, hijo de padre español y madre mexicana, emigró muy joven a México con el deseo de entender “por qué los yucatecos comen tanta azúcar” y al negocio del azúcar se dedicó. Después puso una nevería en Progreso. Su madre, María Estela Milán Nicoli, y su hermano, Alfonso (1924-2014), eran yucatecos. 
La familia era muy católica y su formación religiosa muy sólida. Su hermano era 9 años mayor que ella por lo que siempre se sintió sola. En 1943, cuando cumplió 10 años, se trasladó con su familia a la Ciudad de México a vivir al Edificio Basurto. A partir de entonces fue a la escuela, al Colegio Motolinía, donde por vez primera tuvo amigas y compañeras.
Estudiante de Lengua y literatura españolas en la Universidad de Guanajuato, en 1955 regresó a la Ciudad de México. Continuó sus estudios en la UNAM. Así le tocó el cambio del plantel de Mascarones a la Ciudad Universitaria. En1958 obtuvo una beca para estudiar Filología en El Colegio de México. En 1963 obtuvo el grado de Maestría en Literatura Española con la tesis El impresionismo en Azorín. 

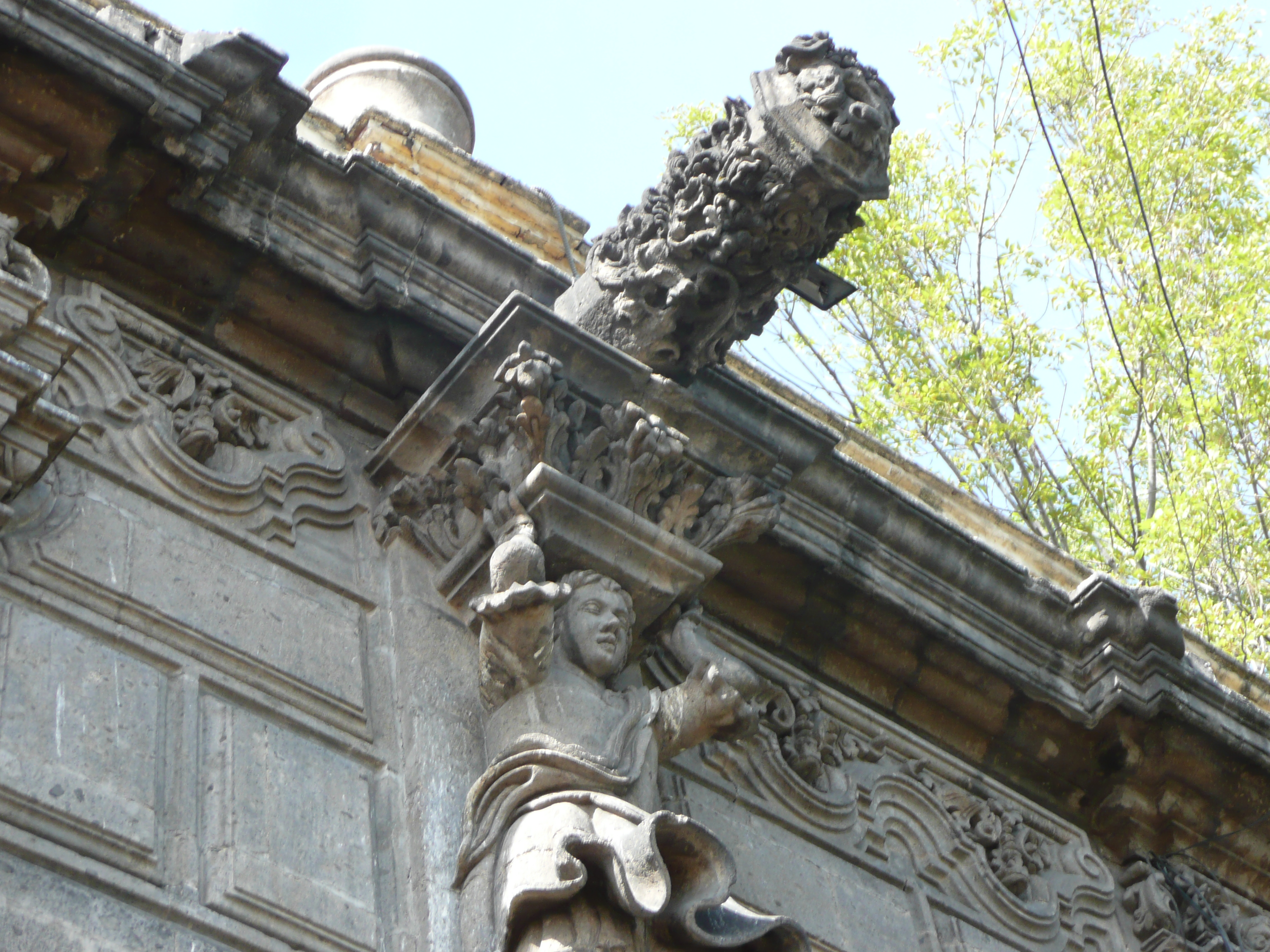
La Casa de los Mascarones ha sido sede de diferentes escuelas de la UNAM, incluida Filosofía y Letras

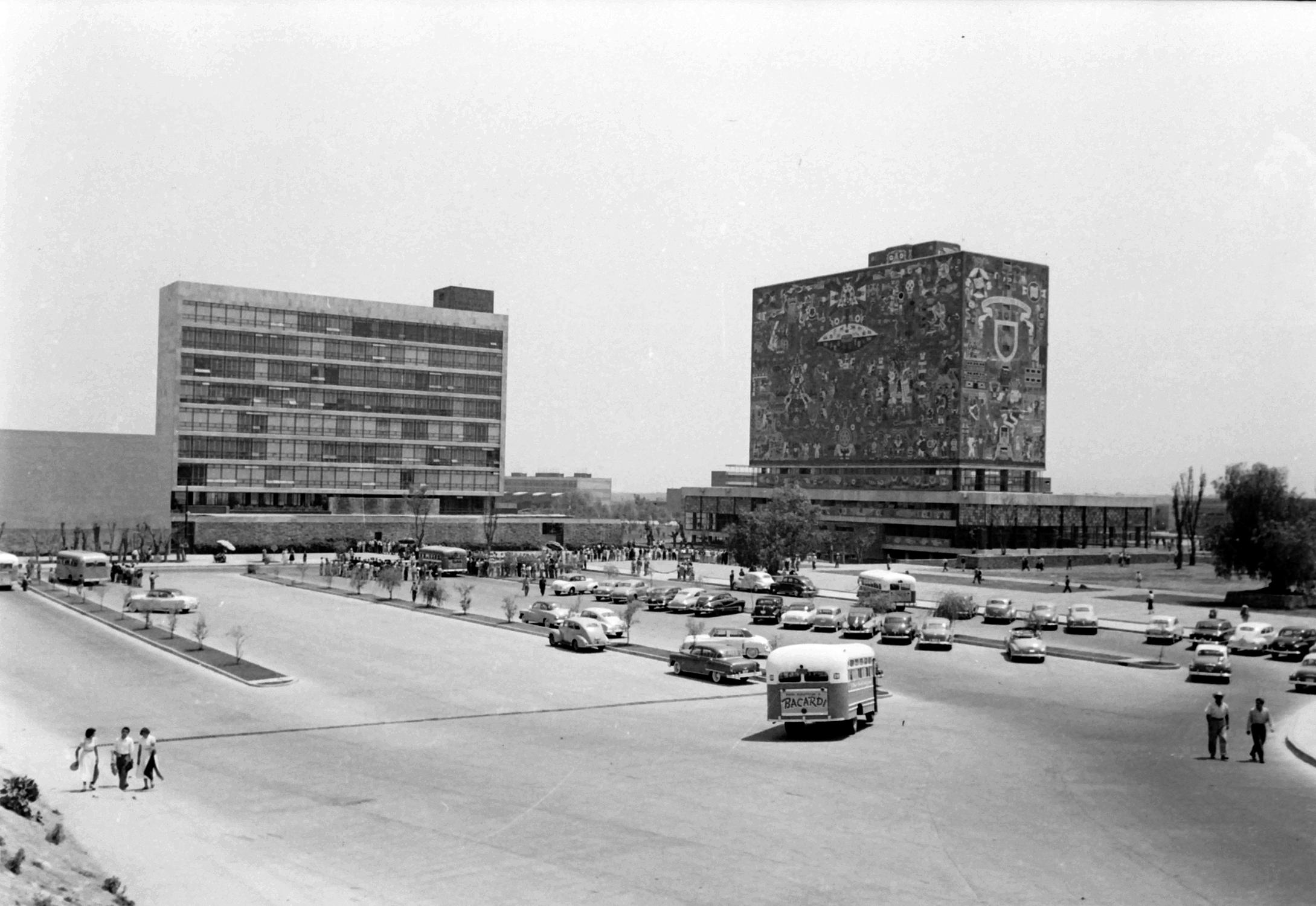
Desde 1955 la UNAM ha sido parte del desarrollo de la Dra. Ruiz Milán

Posteriormente, estudió Psicología, también en la UNAM. En 1970 su tesis de licenciatura fue Monografía sobre la depresión. Continuó estudiando hasta culminar su doctorado en Psicología Clínica 1979 cuando presentó la tesis August Strindberg: análisis del autor a través de sus personajes: un enfoque psicoanalítico.
EN 1954 contrajo matrimonio con el filósofo Luis Villoro. Aunque sus intereses intelectuales les permitió tener una cercana y profunda amistad hasta el fallecimiento de él, sólo permanecieron casados una década, etapa en la que tuvieron a sus dos hijos.
En 1963 fue directora del Centro de Teatro Infantil del Instituto Nacional de Bellas Artes, fundado por Héctor Azar, donde además de enseñar a hacer teatro, se daban cursos de literatura infantil y de manejo de títeres que los propios niños manufacturaban. De esa época data su gran admiración por dos grandes personajes suecos: el escritor y dramaturgo August Strindberg y el guionista y director de teatro y cine  Ingmar Bergman. 
Trabajó en el Departamento de Psicología Médica en la Facultad de Medicina de la UNAM. Cuando concluyó su doctorado en Psicología prestó sus servicios en el Hospital Psiquiátrico Infantil. Con un grupo de colegas fundó la Sociedad de Psicoanálisis y Psicoterapia, que originalmente se llamó Instituto de Psicoanálisis y Psicoterapia  en la Ciudad de México. Desde entonces colabora en diversas revistas especializadas. Tiene más de cuatro décadas ejerciendo como psicoterapeuta en la práctica privada.
Asimismo, continúa dando conferencias. En octubre de 2020 al dictar “Bergman, El séptimo sello y las pandemias", estableció la coincidencia entre la película del director sueco donde la peste negra asola al mundo en la Edad Media con la pandemia actual, a la que calificó de apocalíptica. La comparación fue ampliamente difundida por las redes sociales y la prensa escrita.
Un poema de su hija habla de su persona y su trayectoria:
OTOÑO

YO ESCRIBO los poemas que no escribió mi madre, 

destilo su dolor

a través de esta pluma extemporánea 

Su dolor era el mar 

o yo así lo veía desde el naufragio. 

Ella tocaba el piano; 

sus manos se deshacían sobre las teclas 

como jirones de nube en el ocaso. 

Dejó guardadas las palabras en el clóset 

y yo las fui a robar cuando el silencio 

estaba a punto de borrarnos. 

Ahora lee mis libros 

como quien hojea un álbum de recuerdos 

y algo de juventud se le atraganta 

mientras yo escucho una sonata inexistente 

y la tarde, a las dos, se nos deshace.

## Obra publicada
- Strindberg, una mirada psicoanalítica (2006)
- El placer de la literatura (s.f.) Podcast
- Cancionero folklórico de México. Tomo 5 (1985) Fue parte del equipo encabezado por Margit Frenk Alatorre

## Citas

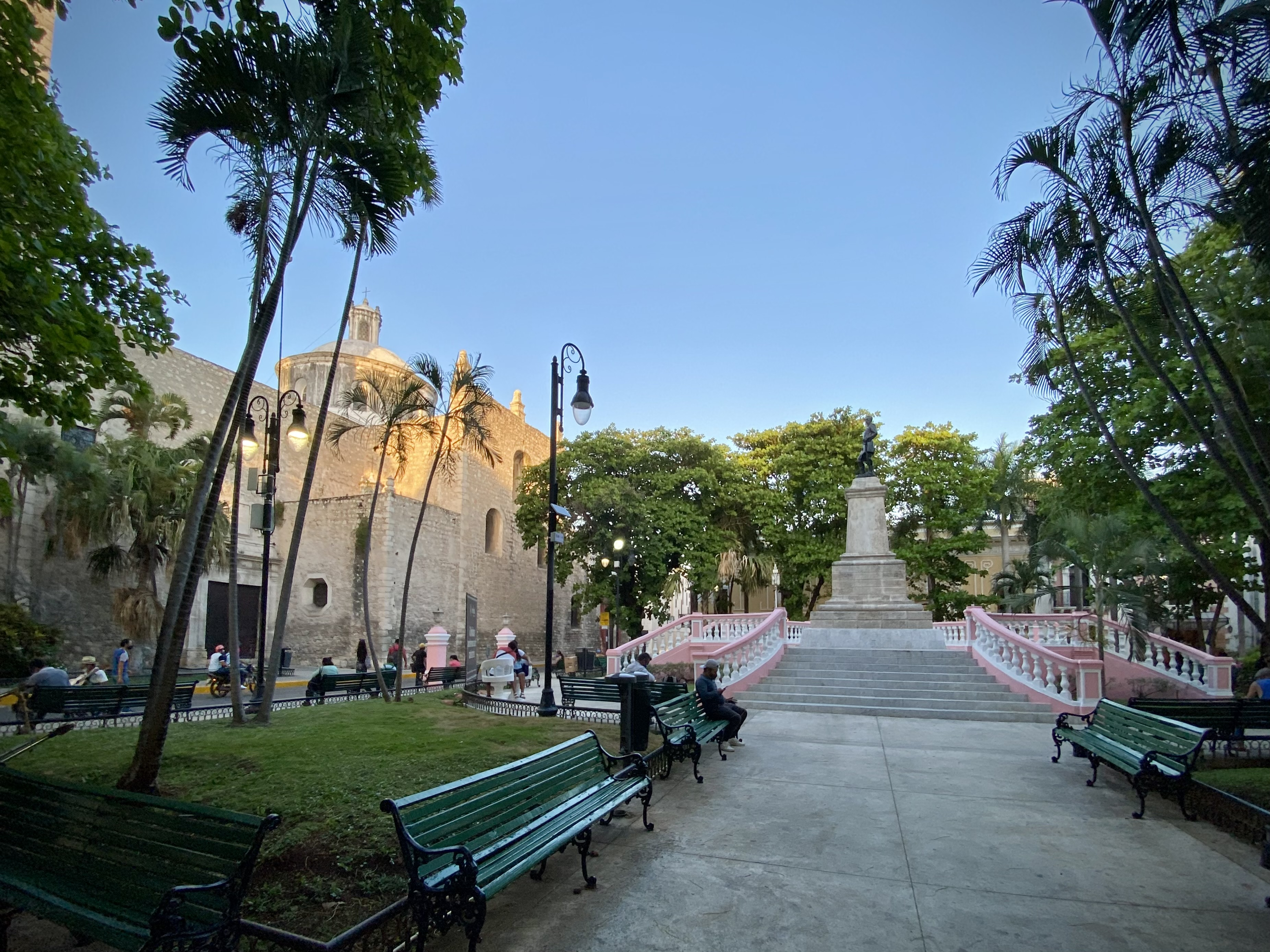
Estela Ruiz Milán conserva estrechos lazos con Mérida, su urbe natal

“Me da mucho gusto que las mujeres estemos manifestando la fuerza que es implícita en la mujer, la mujer es más fuerte que el hombre. Me gustaría que hubiera un partido femenino, un partido político de mujeres, porque sería un cambio total y creo que hay mucho más fuerza en el grupo de mujeres feministas que están ahora saliendo a las calles, luchando y esto es en todo el mundo, sería muy bueno en México que existiera un partido sólo de mujeres, yo sería la primera en apoyarlo. En muchos países, Angela Merkel por ejemplo, le ha hecho bien no sólo a Alemania sino a toda Europa, esto de que somos el “sexo débil” (ríe), bueno, eso es en brazos y piernas, nada más, incluso en tórax y abdomen somos mucho más fuertes, los hombres nunca tendrían un hijo y si lo tuvieran ¡nunca volverían a tener otro parto! (ríe) Tenemos una gran fuerza, resistimos el dolor, el hombre se quiebra más ante el dolor.” 
“… estamos empezando a percibir la destrucción, no digo del planeta, pero sí de una era. Ya ha habido eras en otras épocas como la del hielo, épocas en las que cambia el planeta; se acabaron los dinosaurios precisamente con el aerolito que cayó en Yucatán, la estructura del planeta cambia. Yo pienso que para el año 2050 tal vez se acabe todo, bueno hasta cierto punto, porque siempre queda la esperanza y siempre resurgió algo, resurgirá una nueva era, pero ésta se está acabando, y ojalá que aprendiéramos a cuidar más la naturaleza pero ni siquiera viendo con tanta evidencia el problema lo hacemos, es el egoísmo tan grande que existe en la gente, aun siendo gente preparada e inteligente muchas veces sólo le importa el momento presente y su vida personal e individual,  no piensa en los demás; que como te digo, para mí, ese es el sentido de mi vida, ayudar a los demás.” 
“La higiene, el cubrebocas, la sana distancia, son los artilugios con los que podemos hacerle trampa a la muerte en la partida de ajedrez que estamos ya jugando con ella.” 
“La literatura es como un elixir medicinal, capaz de aliviar ciertas clases de pena, hastío, angustia y desesperanza. Así como Sabines nos reveló que “la luna se puede tomar a cucharadas”, la literatura también, por lo que sólo es preciso abrir el libro indicado y bebernos la dosis exacta de las palabras que modificarán nuestra existencia.” 
“Tuve una formación muy severa, pero, por otro lado, me parece que la disciplina, el orden, la preocupación por los demás me dejaron cosas buenas, por ejemplo, el concepto de la caridad cristiana que me marcó mucho.” 
“Tengo una vocación de servicio, y eso me gusta; está basada en mi formación religiosa más que en mi formación psicoanalítica.” 
“Soy buena psicóloga, tengo la formación del psicoanálisis, pero no me gusta pertenecer a capilla alguna. No me gusta el movimiento psicoanalítico, me gusta el psicoanálisis; me encanta, respeto y quiero la figura de Freud. Tengo el entrenamiento, pero lo hago también a mi modo.” 
“"Los amigos son espejos de una memoria compartida [...] La amistad entraña gratitud". .” 

## Distinciones y premios

La FILEY distinguió a la Dra. Ruiz Milán por su trayectoria profesional

- 2011 recibió un reconocimiento en Uxmal de manos de la escritora yucateca Sara Poot
- 16 de marzo de 2013, fue homenajeada en el marco de la Feria Internacional de la Lectura Yucatán FILEY por su trayectoria profesional.